# Chiringuito

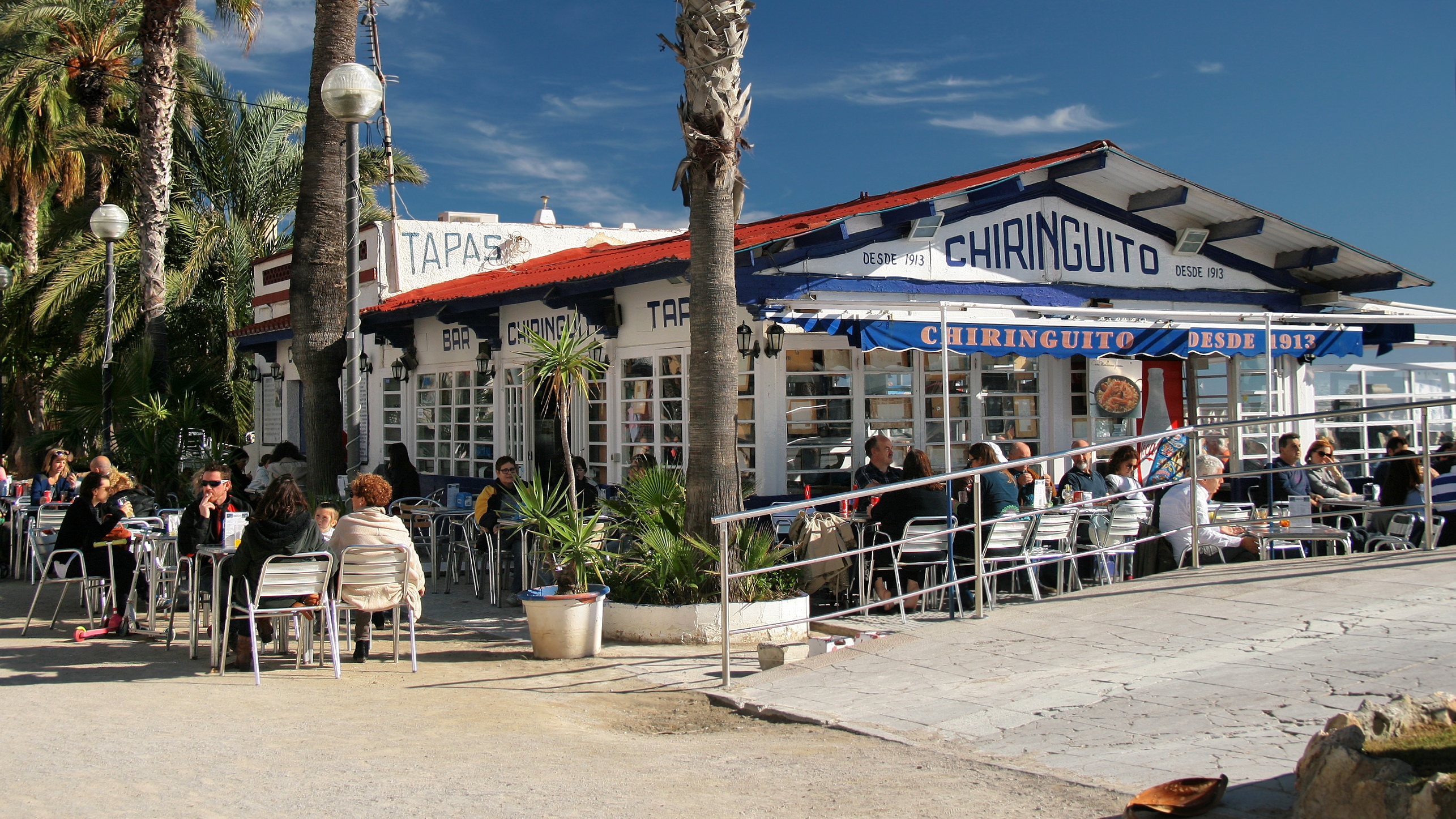
El Chiringuito de Sitges, considerado «el primer chiringuito de España»

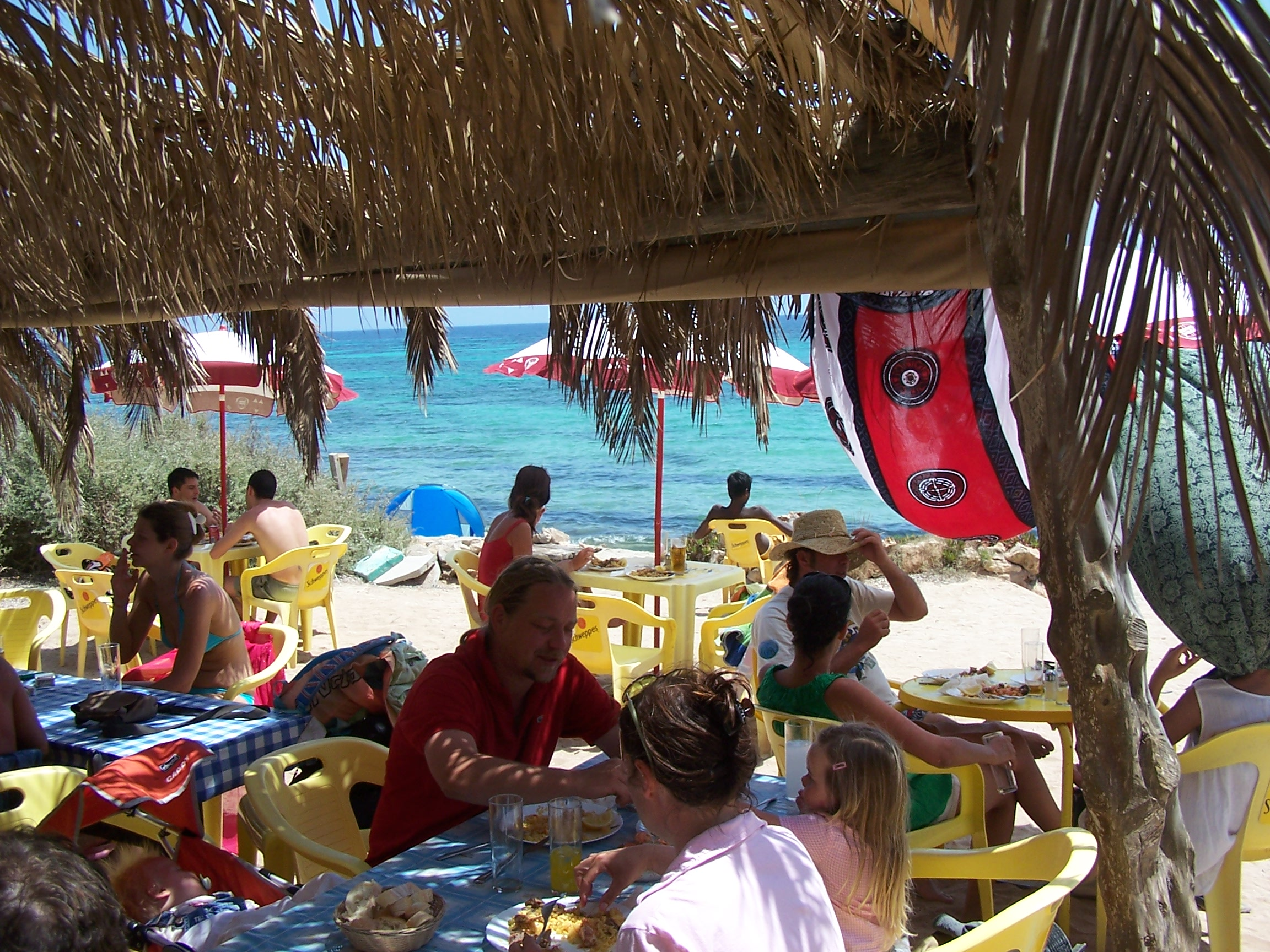
Chiringuito de playa en Formentera

En España, un chiringuito es un pequeño establecimiento a pie de playa, que ofrece comidas y bebidas, y que posee una terraza o área de mesas al aire libre para sus clientes. Por su carácter vacacional, muchos chiringuitos solo abren durante la temporada alta del turismo, que es en verano (o el invierno, en Canarias). Los chiringuitos se han popularizado por todas las costas de España y forman parte del imaginario popular de los habitantes de este país.  

## Historia

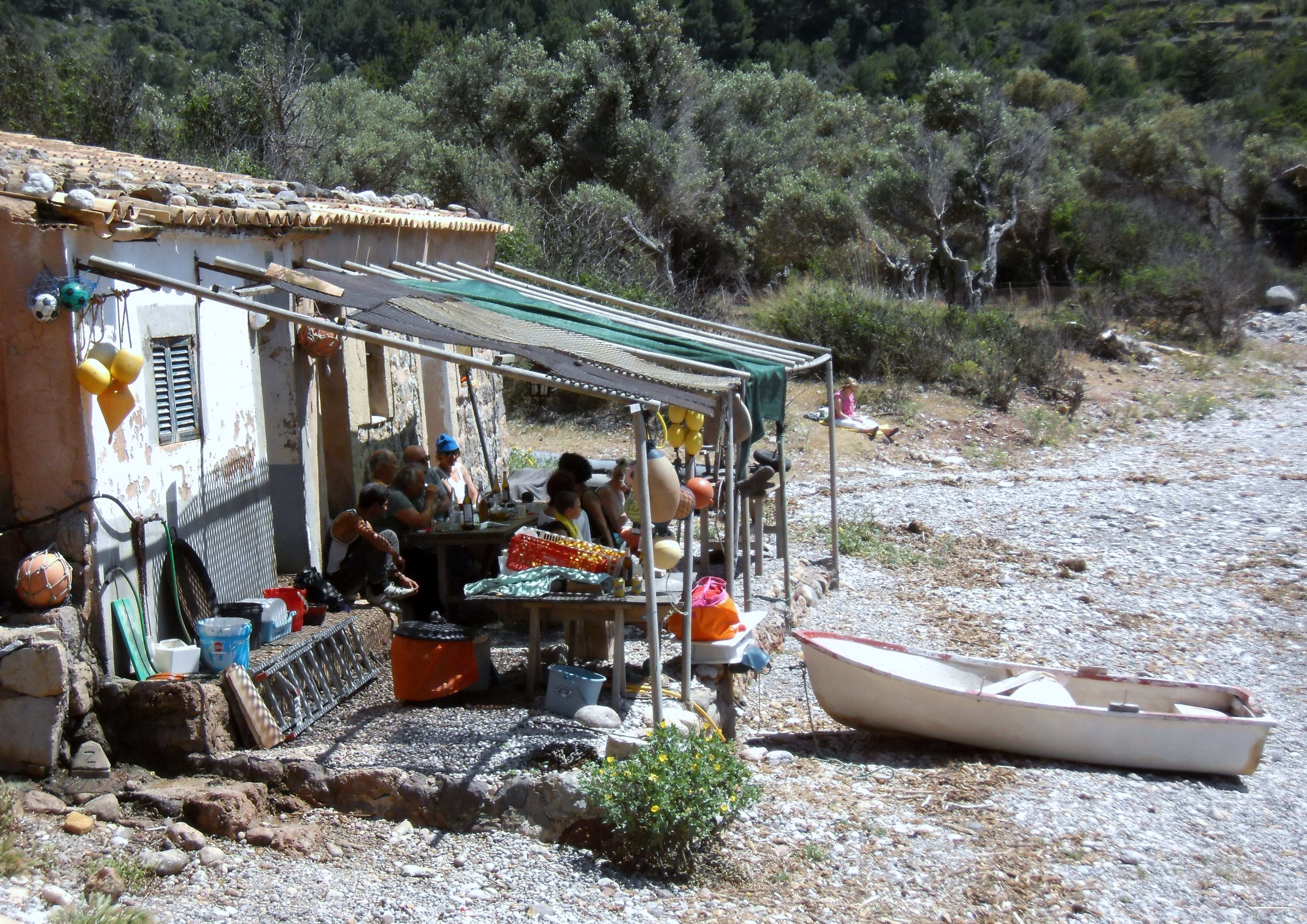
Chiringuito tradicional en Escorca, Mallorca

### Origen en Cuba
«Chiringuito» es la forma diminutiva de «chiringo», palabra antillana que originalmente se refería a un chorro [de agua] o chorrito. En Cuba, una forma rudimentaria de tomar el café sin necesidad de cafetera es usando una media como filtro y colar el agua hirviendo (equivalente al café de calcetín o de manga español). El chorro de café que salía de la media era llamado chiringuito, y después los quioscos improvisados con cañas donde se hacía este café también se llamaron así. Los trabajadores de las plantaciones de azúcar o café, al tomarse un descanso decían «vamos al chiringuito».
A su vez, se debate el origen de la palabra «chiringo», aunque José S. Serna indica que podría ser una corrupción de «chingar» (un gitanismo, del caló čingarár), que entre sus muchos significados, está el de «beber con frecuencia vino o licores». A esta metátesis chinguirito–chiringuito ('chorrito') se refiere también Pancho Guerra en un estudio que hizo en 1965 sobre el habla canaria, donde también habla de la «chiringa» como el «aparato para echar chiringuitos o chiringuiar».

### Aparición en España
El origen del chiringuito en España se encuentra en la villa de Sitges, al sur de Barcelona. En Sitges se asentaron numerosos indianos de la burguesía catalana, empresarios que habían tenido lucrativos negocios en las Antillas y cuando volvían a la península, se hacían construir casas señoriales en hermosos pueblos periféricos, como Sitges. En los bares de la zona, los indianos cuando querían un café decían: «Ponme un chiringuito». En 1943, el periodista César González-Ruano se mudó a Sitges y decidió establecer su «oficina particular» en un bar situado en el paseo marítimo de la villa frente al mar, llamado El Kiosket. En 1949, a propuesta de González-Ruano el bar fue renombrado como El Chiringuito, como homenaje a sus viajes a la isla de Cuba.
La primera referencia escrita de «chiringuito» en relación con un bar de playa se encuentra en Turistes, sirenes i gent del país (1967) de Manuel Costa-Pau, uno de los primeros libros que tratan el impacto del turismo en España, aún en la época franquista.

### Difusión
Con la llegada del movimiento hippie en los años 60, de la transición democrática en los 70 y de la transformación de España en un destino turístico durante las últimas décadas del siglo XX, el concepto de chiringuito se extendió rápidamente por las costas catalanas, luego por el resto del Mediterráneo y finalmente hasta el Atlántico gaditano. Estos chiringuitos primigenios eran instalaciones temporales, limitadas al verano, construidos con madera u hojas de palmera y ofrecían pescados locales. En su Guía secreta de la Costa del Sol (1974), Antonio D. Olano enumera varios chiringuitos famosos de la Costa del Sol, como "La Cabaña de Paco", «hecha de troncos de madera». Menciona que se instalan en verano por los paseos marítimos y que en ellos se sirve pescado.
Verano tras verano, el concepto se asentó en el vocabulario nacional. En el año 1983, se introdujo «chiringuito» en el Diccionario de la lengua española. El término se popularizó definitivamente en 1988, cuando Georgie Dann lanzó la canción El chiringuito, canción del verano de ese año, en la cual dice tener un chiringuito a orillas de la playa.

## Economía
Originalmente, los chiringuitos se concebían como lugares que vendían preparaciones sencillas por módicos precios, pero con la masificación turística los precios se han disparado hasta convertirse en uno de los tipos de bares más caros del país. Los chiringuitos se caracterizan por obtener grandes beneficios económicos en un corto plazo de tiempo.

## Legalidad
Los chiringuitos están regulados por la Ley de Costas, aprobada por el Real Decreto 876/2014, el 10 de octubre de 2014. En los artículos 68 y 69 se pautan las características que deben tener los chiringuitos de playa natural y urbana respectivamente. Por lo general serán desmontables, y solo los urbanos podrán ser fijos. Para dañar lo menos posible el medio, los chiringuitos se ubicarán preferentemente fuera de la playa. Sobre las dimensiones máximas de los chiringuitos se explicita lo siguiente:
- En tramos naturales: 70 metros cuadrados; 20 m² para instalación cerrada.
- En tramos urbanos: 200 metros cuadrados; 150 m² para instalación cerrada.

El número de chiringuitos que puede haber en una playa viene definido por la distancia permitida entre ellos:
- En tramos naturales: cada 300 metros.
- En tramos urbanos: cada 150 metros.
  - Si son desmontables: cada 100 metros.

Si la superficie cerrada supera los 20 metros cuadrados deberán contar con un título concesional. Los chiringuitos deben contar con un sistema de saneamiento para las aguas residuales y malos olores. Todos los conductos de servicio deben estar soterrados.

## Otros significados
Por extensión, y en sentido coloquial, un chiringuito es un "pequeño negocio comercial". En economía existe el término chiringuito financiero que se define como: una empresa que presta servicios de inversión de manera ilegal. Son empresas que no están registradas ni supervisadas por ninguna autoridad (SEC, FCA o CNMV) ni quedan reguladas por la legislación.
Por extensión del sentido económico al administrativo, el chiringuito público se refiere a organismos y entidades que existen en el sector público, financiadas con presupuesto público, a las que se critica por su falta de utilidad y transparencia, cuya finalidad es colocar o "enchufar" a personas afines al partido gobernante.

## Galería

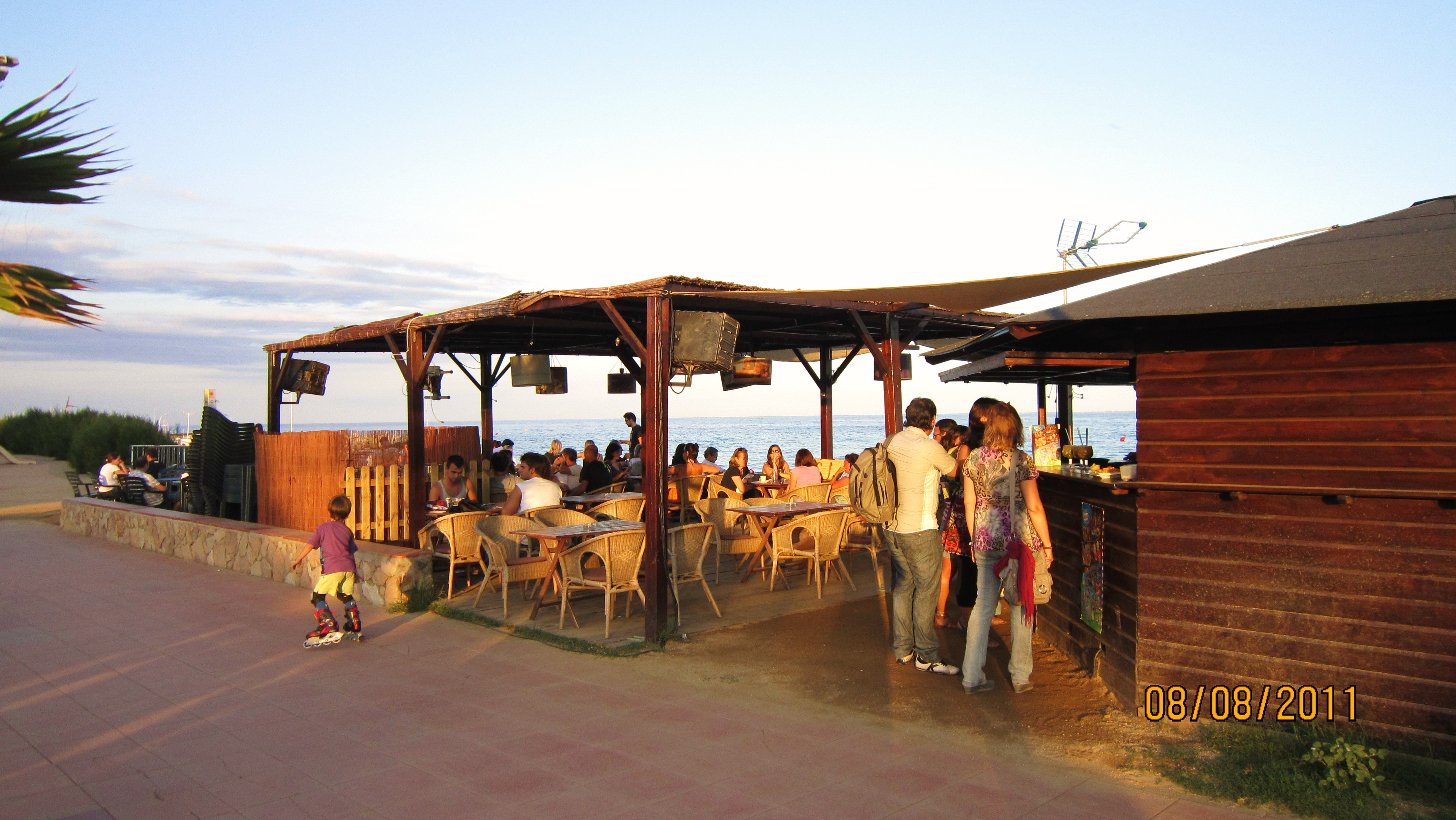
Chiringuito en Vilasar de Mar
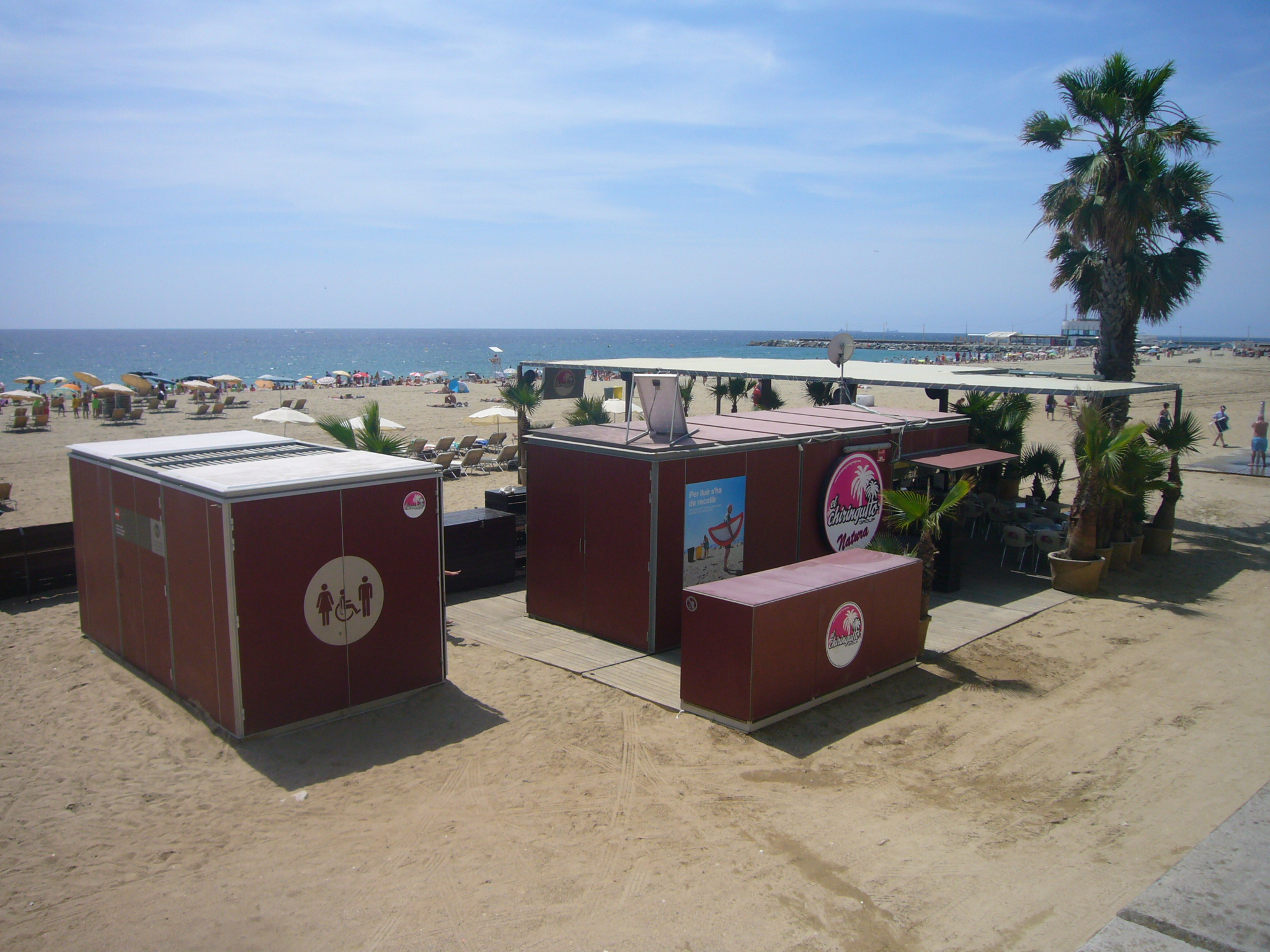
Chiringuito municipal en la playa de la Mar Bella, en Barcelona
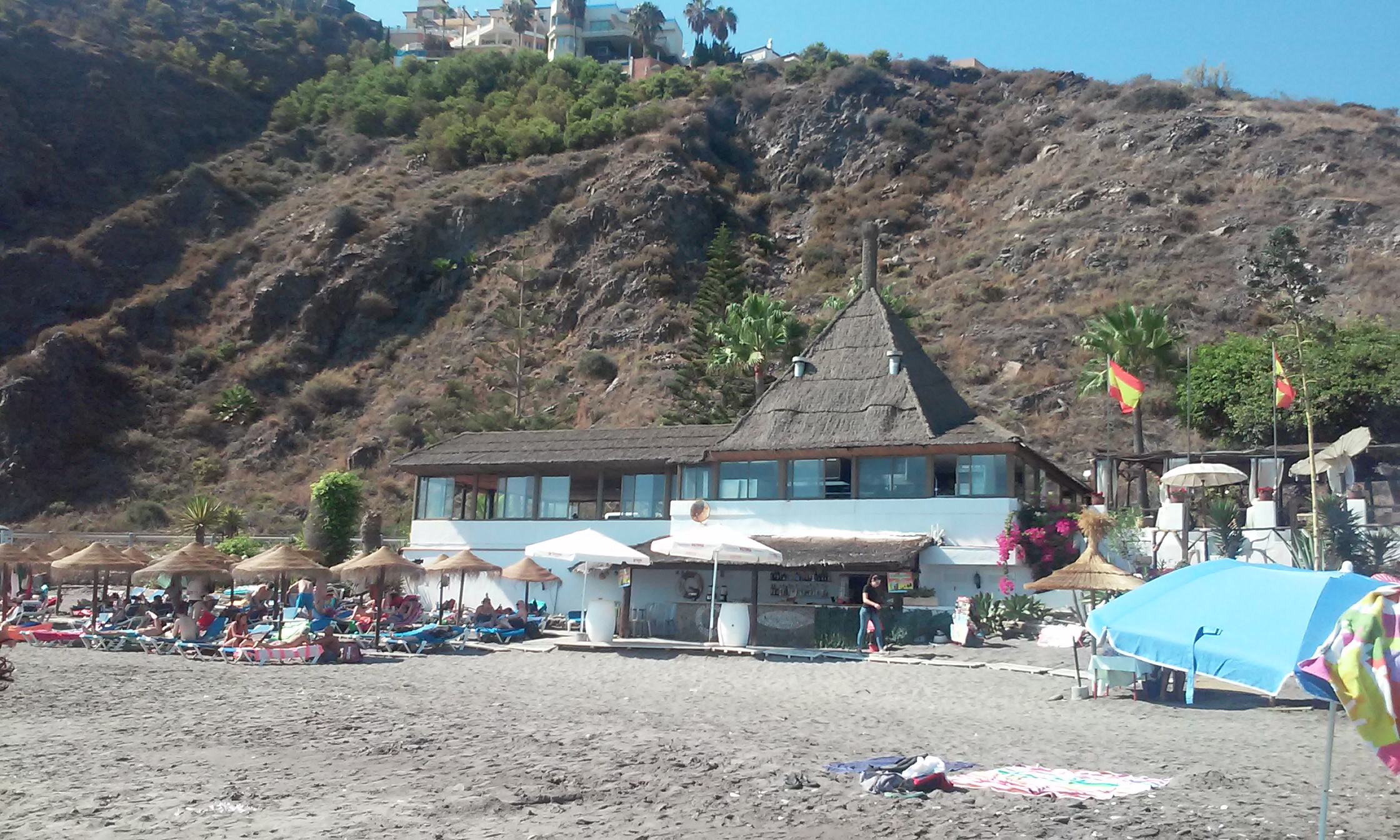
Chiringuito con espacio de tumbonas en la playa de Peñoncillo (Torrox, Málaga)
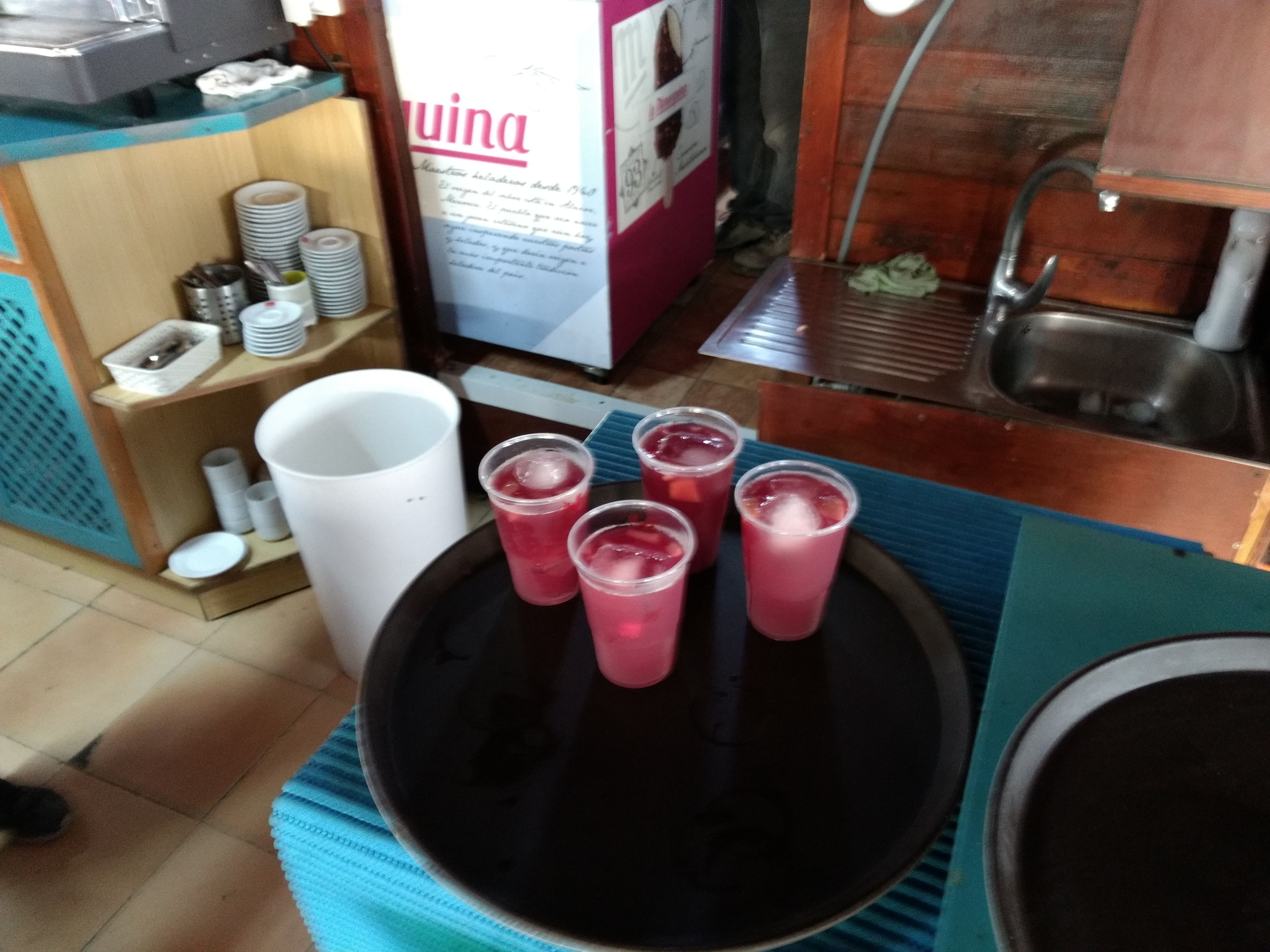
el tinto de verano es un clásico de los chiringuitos españoles